# Campillo de Aragón
Campillo de Aragón là một đô thị ở tỉnh Zaragoza, Aragon, Tây Ban Nha. Theo điều tra dân số 2004 của Viện thống kê Tây Ban Nha (INE), đô thị này có dân số là 173 người. Diện tích đô thị này là 36 ki-lô-mét vuông.